# Oxycnemis fusimacula
Oxycnemis fusimacula är en fjärilsart som beskrevs av Smith 1902. Oxycnemis fusimacula ingår i släktet Oxycnemis och familjen nattflyn. Inga underarter finns listade i Catalogue of Life.